# Pomezeu
Pomezeu è un comune della Romania di 3 176 abitanti, ubicato nel distretto di Bihor, nella regione storica della Transilvania.
Il comune è formato dall'unione di 8 villaggi: Cîmpani de Pomezeu, Coșdeni, Hidiș, Lacu Sărat, Pomezeu, Sitani, Spinuș de Pomezeu, Vălani de Pomezeu.